# LRAC F1
LRAC 89-F1 (Lance-Roquettes AntiChar de 89 mm modèle F1) là loại súng phóng tên lửa vác vai có thể sử dụng nhiều lần do Luchaire Defense SA phát triển, Manufacture Nationale d'Armes de Saint-Étienne sản xuất và được tiêu thụ thông qua Hotchkiss-Brandt. Súng được chế tạo để thay thế các khẩu M20A1 Super Bazooka trong lực lượng quân đội Pháp. F1 đã bị thay thế bằng khẩu AT4-CS của Thụy Điển hoàn toàn từ năm 2008 trong lực lượng quân đội Pháp nhưng vẫn được sử dụng trong lực lượng Quân đội viễn chinh Pháp vùng Viễn Đông tại Liên bang Đông Dương và ở các nước khác trên Thế giới chủ yếu là các nước từng là thuộc địa của Pháp tại Liên bang Đông Dương và ở châu Phi.

## Phát triển
Ban đầu bộ quốc phòng Pháp đã đề nghị Societe Technique de Recherches Industrielles de la Mecanique nghiên cứu một mẫu thay thế M20A1 vào năm 1964. Đến đầu những năm 1970 thì mẫu ban đầu của loại vũ khí chống tăng mới là súng không giật ACL-APX 80 mm được giới thiệu với việc phóng được hỗ trợ bằng một động cơ tên lửa, mẫu thứ hai là LRAC 98-F1 89 mm. Sau khi được xem xét thử nghiệm thì mẫu được quân đội xem là kinh tế hơn là LRAC và loại này được đưa vào sản xuất sau đó.

## Thiết kế
LRAC F1 sử dụng sợi thủy tinh và nhựa tổng hợp để có trọng lượng nhẹ. Kíp chiến đấu cho loại súng này là hai người, một người nhắm bắn người còn lại lo vệc nạp đạn. Ống phóng lớn ở phần cuối nơi chứa tên lửa và nhỏ lại ở phần đầu, phần chính giữa là nơi có tay cầm và cò cũng như nó có một chân chống chữ Y có thể được dùng trong tư thế nằm bắn hay cầm ngắm.
Tên lửa có thể đạt tầm bay xa nhất là 2.300 m. Súng được trang bị ống nhắm APX M290 nhưng cũng có thể thay bằng ống nhắm bắt sáng ban đêm. Cấu tạo của tên lửa gồm đầu đạn có một bộ phận tạo ra điện, cầu chỉ ở giữa và phần sau nơi chứa thuốc phóng. Khi phóng ra khỏi ống đuôi của tên lửa sẽ bật ra nhờ lò xo để giữ ổn định đường bay. Nếu đâm trực diện thì đầu đạn sẽ xuyên 400 mm giáp còn nếu lệch 65° thì độ xuyên sẽ là 110 mm. Có hai cơ chế an toàn ngăn không cho nổ trong tên lửa, một sẽ được tắt sau khi tên lửa được phóng ra khỏi ống, cơ chế thứ hai sẽ được tắt sau khi tên lửa bay ít nhất 10 m để đạt tầm an toàn cho nhóm bắn trước khi kích nổ.
Ngoài đầu đạn lõm chống thiết giáp tiêu chuẩn thì F1 còn có các loại đầu đạn khác như nổ chống người, đạn khói và pháo sáng.